# 通往夏天的隧道，再見的出口
《通往夏天的隧道，再見的出口》是日本作家八目迷所著的輕小說，擔綱插畫，2019年7月18日經小學館旗下GAGAGA文庫出版。第13屆小學館輕小說大賞GAGAGA文庫部門審査員特別獎與GAGAGA獎得獎作品。八目迷《時與四季》系列的第一部作品。《這本輕小說真厲害！2020》文庫類別第9位、新作類別第5位。改編動畫電影於2022年9月9日上映。

## 劇情簡介
高中生塔野薰的妹妹在五年前意外去世，薰一直對此事感到自責。在夏天的某日，他聽到路人談論着在香崎流傳的都市傳說——這裏存在着一條「浦島隧道」，進入隧道就能獲得任何想要的事物，但是作為代價，會突然變老。就在當天夜晚，他出外散步時，發現了疑似是都市傳說中所描述的隧道。為了讓妹妹復活，他決定冒險探索隧道。花城杏子是從東京轉來香崎的轉學生。她在發現薰正在探索隧道後，提議兩人合作，一同調查浦島隧道的謎題。

## 角色列表
以下聲優按動畫電影／有聲小說次序排列，僅有一項者則為動畫電影的聲優。
塔野薰（聲：鈴鹿央士／多田啟太）
本作男主角，農村小鎮的高中二年級生，故事開始時17歲，個性孤僻。雙親離異，跟父親一起居住。五年前因自己的疏忽造成妹妹過世，家庭也因此破裂，一直對此事感到很自責。某天無意中聽說並發現了傳說中可以達成心願的浦島隧道，為了和過世的妹妹重逢而進入探索。在探索過程中，察覺隧道裡時間流逝變緩的現象，還有傳聞背後的真相。之後和同樣在探索隧道的杏子建立起合作關係，兩人也逐漸喜歡上彼此。
為了不妨礙杏子追夢，暑假時獨自一人先進入隧道，並在隧道口留下給杏子的瓶中信，要她離開並把握機會實現夢想，同時也表明了自身心意。長途跋涉後終於在隧道中找到了妹妹，並得知隧道實際上是讓人「拿回失去的東西」。最後被妹妹贈與了「愛人的資格」，從長年的罪惡感中解脫，和妹妹道別並踏上歸途。在隧道內待了47小時56分鐘，而隧道外已經經過了13年45天。
結局和前來尋找自己的杏子重逢。受浦島隧道減緩時間流動的影響，回歸現代生活後，雖然戶籍上是30歲，外貌仍維持在17歲的模樣。因學歷停留在初中時期可能導致求職不順遂，最終成為杏子的漫畫助手和人生伴侶，雙方共赴東京生活。
花城杏子（聲：飯豐萬理江／吉岡茉祐）
本作女主角，來自東京的轉學生，外型亮麗且聰敏的少女。因性格冷淡，剛轉學的第一天便被小春特意針對，但即便受到霸凌卻會奮力反抗，在事件結束後和小春成為了朋友。後來跟薰達成合作關係，一同探索浦島隧道。很希望自己能成為一個特別的人，過去擅長畫漫畫，但因為堅持畫漫畫遭父母「流放」，跟叔母一起生活（動畫電影版增加祖父是漫畫家的設定）。之後向薰吐露自己的夢想和經歷、兩人共赴夏日祭典後，雖然參加漫畫比賽未能得獎，但被編輯邀請以成為職業漫畫家為目標。後由於嘗試撥打薰的手機未能接通，在隧道入口發現薰裝在瓶子裡表達自身心意和支持她追求夢想的信。以此契機開始在商業雜誌發行連載漫畫，後來順利完結出書，但心中依然在等待薰的回歸。
故事後期完成漫畫出書的目標後，在小春的鼓勵下，再度進入浦島隧道尋找薰，將他接回現代社會。比薰晚了5年進入隧道，因此外貌仍維持在22歲的模樣。最終邀請薰擔任自己的漫畫助手，成為薰的人生伴侶。
加賀翔平（聲：畠中祐／植木慎英）
薰在班上的朋友，自稱興趣是觀察別人。
故事尾聲和薰等人聚會時，在老家從事房地產業。偕同薰等人造訪傳說中的浦島隧道時，卻發現當地僅剩一面牆壁的廢墟。
川崎小春（聲：小宮有紗／朝日奈丸佳）
薰和杏子的同班同學，在班上是處於領導階級的辣妹。初期討厭杏子而帶領同學們霸凌她，但在被杏子反擊後便因醜態畢露而閉門不出。在未前往學校的期間，因為薰和杏子的關切而改變形象、重新開始上學，並將杏子視為成長的榜樣。
故事尾聲和薰等人聚會時已成為教師。偕同薰等人造訪傳說中的浦島隧道時，卻發現當地僅剩一面牆壁的廢墟。
塔野華伶（聲：小林星蘭／中井美琴）
薰的妹妹，聰明開朗，但已於五年前去世。後期出現在探索浦島隧道的薰的面前，卻不能離開隧道。最後贈與薰「愛人的資格」，讓他得以從長年的罪惡感中解脫，並鼓勵他要回到外面和杏子重逢。
濱本老師（聲：照井春佳／三重野帆貴）
薰和杏子他們的班主任。委託薰去拜訪不來學校的小春。
薰的父親（聲：小山力也）
薰的父親，和薰實際上無血緣關係。在華伶過世後，與妻子離異並性格大變，經常酗酒。故事後期邂逅了新的對象，在夏日祭典表明有意和新對象結婚並搬到都市。結尾搬離原住處，並將自己的新住處地址留給薰。

## 創作
本作是作者八目迷《時與四季》系列的第一部作品。系列中的作品都跟時間有關係，而本作是「快轉」。八目迷形容本作是以夏日、青春、科幻為三大要素的「男孩遇見女孩」故事，以「向前邁進」為主題。他表示以前有一段時間很常看SCP基金會的故事，令他很喜歡好好運用單一概念的作品，也影響了他的創作風格。他又稱作品受到電影《星際啟示錄》中「米勒星」的設定所影響——米勒星因重力很強，以致於時間流逝比地球緩慢，在該星球停留一小時，就等於地球上的七年。他在看過《星際啟示錄》之前，本來就很喜歡以時間為主題的作品，包括《穿越時空的少女》、《星之聲》、《死了七次的男人》等。

## 出版書籍

### 小說
| 卷數 | 小學館        | 小學館                 | 東立出版社   | 東立出版社             | 天闻角川   | 天闻角川               |
| 卷數 | 發售日期      | ISBN                   | 發售日期     | ISBN                   | 發售日期   | ISBN                   |
| ---- | ------------- | ---------------------- | ------------ | ---------------------- | ---------- | ---------------------- |
| 全   | 2019年7月18日 | ISBN 978-4-09-451802-3 | 2020年7月2日 | ISBN 978-957-265-396-8 | 2022年12月 | ISBN 978-7-5306-8385-9 |

### 漫畫
通往夏天的隧道，再見的出口 群青
| 卷數 | 小學館         | 小學館                 | 天闻角川      | 天闻角川               | 東立出版社    | 東立出版社             |
| 卷數 | 發售日期       | ISBN                   | 發售日期      | ISBN                   | 發售日期      | ISBN                   |
| ---- | -------------- | ---------------------- | ------------- | ---------------------- | ------------- | ---------------------- |
| 1    | 2020年12月18日 | ISBN 978-4-09-157619-4 | 2022年7月5日  | ISBN 978-7-5583-3190-9 | 2022年11月4日 | ISBN 978-957-26-7626-4 |
| 2    | 2021年3月18日  | ISBN 978-4-09-157632-3 | 2022年7月5日  | ISBN 978-7-5583-3190-9 | 2024年1月18日 | ISBN 978-626-02-0097-8 |
| 3    | 2021年8月19日  | ISBN 978-4-09-157648-4 | 2023年7月20日 | ISBN 978-7-5583-3856-4 | 2024年8月2日  | ISBN 978-626-02-1881-2 |
| 4    | 2021年12月17日 | ISBN 978-4-09-157666-8 | 2023年7月20日 | ISBN 978-7-5583-3856-4 |               |                        |

## 迴響
本作獲得《這本輕小說真厲害！2020》文庫類別第9位、新作類別第5位。2022年5月31日，發行第5刷。本作改編的動畫電影榮獲2023年安錫國際動畫影展保羅·格里莫獎，入圍第10屆動畫趨勢獎（Anime Trending Award）年度動畫電影獎

## 動畫電影
2021年12月15日，宣佈獲改編為將於2022年夏季上映的動畫電影，電影導演為田口智久，動畫製作公司為CLAP。2022年1月21日，公開一張由原著小說插畫師所繪畫的前導視覺圖，並開設官方網站和Twitter頁面。3月24日，宣佈電影由鈴鹿央士和飯豐萬理江雙人主演，兩名演員都是初次擔任聲優的工作。3月27日，在AnimeJapan 2022的波麗佳音攤位舉辦舞台活動，出席者包括原作者八目迷和導演田口智久。
2022年4月27日，公佈上映日期是9月9日，並公開一段長30秒的特報影片。特報影片中有男女主角的對白，以及由富貴晴美創作的配樂。6月28日，公佈主題曲、插曲的主唱歌手為eill。7月12日，公開預告片、海報視覺圖，以及其他角色的聲優；參演聲優包括畠中祐、小宮有紗、照井春佳、小山力也和小林星蘭。
2022年7月27日，在東京新宿Wald 9舉辦試映會，製作方出席者包括鈴鹿央士、飯豐萬理江，以及代替身體抱恙的田口智久導演出席的製作人小山直紀。

## 外部連結
- 漫畫官方網站（日語）
- 動畫電影官方網站（日語）
- 動畫電影的X（前Twitter）（日語）